# Династија Бахри
Династија Бахри (арап. المماليك البحرية) владала је Мамелучким султанатом од 1250. до 1382. године. 

## Историја
Након смрти ајубидског султана Ејуба, власт преузима његова жена Шајар ал Дур у ишчекивању сина Тураншаха да се врати из Месопотамије. Ејбак, Ејубов војсковођа, је однео победу над крсташима Луја Светог (Седми крсташки рат) код Мансураха. Потом је елиминисао Тураншаха и преузео власт оженивши се Шајар ал Дур. Ејбак је оснивач династије Бахри. Владао је од 1250. до 1257. године. Монголи 1258. године освајају Багдад. На египатском престолу се у то време налазио малолетни Ејбаков син Нур ад Дин Али уместо кога је владао намесник Кутуз. Следећа мета Монгола био је сам Египат. Кутузова војска предвођена Бајбарсом одбила је монголски напад у бици код Ајн Џалута. Само три месеца након битке код Ајн Џалута Кутуза убија Бајбарс. Бајбарс је познат по ратовима које је водио против Јерусалимског краљевства по узору на Саладинов џихад. Године 1268. уништио је кнежевину Антиохију, а безуспешно је напао саму крсташку престоницу - Акру. Умро је 1277. године. Султан Калавун освојио је грофовију Триполи 1289. године. Последњи ударац крсташима је задао Ел Ашраф Халил који 1291. године осваја Акру. Пад крсташке престонице означава крај ере крсташких ратова. Остали градови предали су се без борбе. Хришћани напуштају Свету земљу. 
Године 1299. Монголи обнављају рат са Египтом. Поново су поражени 1303. године. Уступили су преговори и стабилизација односа две државе. Златна хорда прешла је у ислам. Црна смрт погодила је крајем прве половине 14. века и Египат и Левант. Држава је значајно ослабљена губитком великог броја становника. Последњи султан династије био је Ел Салих Хаџи. Године 1382. династија Бурџи заменила је династију Бахри.